# Bartholomäus Kistler
Bartholomäus Kistler (dates compulsades de 1486 a 1520; † 1525, Estrasburg) va ser un impressor suabi nascut a Espira i establert a Estrasburg, famós per haver imprès la primera carta de Cristòfor Colom en alemany.
Com pintor de Speyer va adquirir la ciutadania d'Estrasburg el 1486, però no va establir el seu taller d'impressor al Grieneck (Uff Grüneck) enfront de l'hospital fins al voltant de 1497. Va deixar la seva llibreria a Münster el 1509 a Mathis Hupfuff. De 1517 a 1520 va ser membre del gremi de Stelz al Consell d'Estrasburg. El 1525, apareix com a mestre de Hans Grüninger, i es calcula que és l'any que va morir.
Segons l'ISTC, Kistler va imprimir més de 30 gravats, principalment en alemany, fins a aproximadament 1500. El seu llibre més famós és la versió en alemany de la primera carta de Cristòfor Colom. Entre altres obres, Kistler va imprimir probablement el 1499 la Crònica suabina de l'anomenat Thomas Lirer amb l'esdeveniment adjunt de l'origen d'Estrasburg. El llibre més tardà és el Sigenot, datat el 1510 (VD16 S 6393). Es poden detectar un total de 52 impressions de Kistler del període comprès entre 1497 i 1510.